# پیر روسیج
پیر روسیج (انگلیسی: Pierre Rossier; ۱۶ ژوئیهٔ ۱۸۲۹ – تاریخ ورودی نامعتبر است) عکاس اهل سوئیس بود.

## نگارخانه

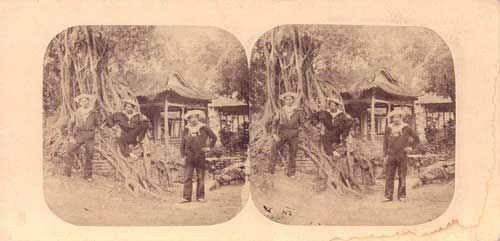
ملوانان فرانسوی در کانتون، ۱۸۵۸. استریوگرافی ، چاپ نقره‌ای آلبومین
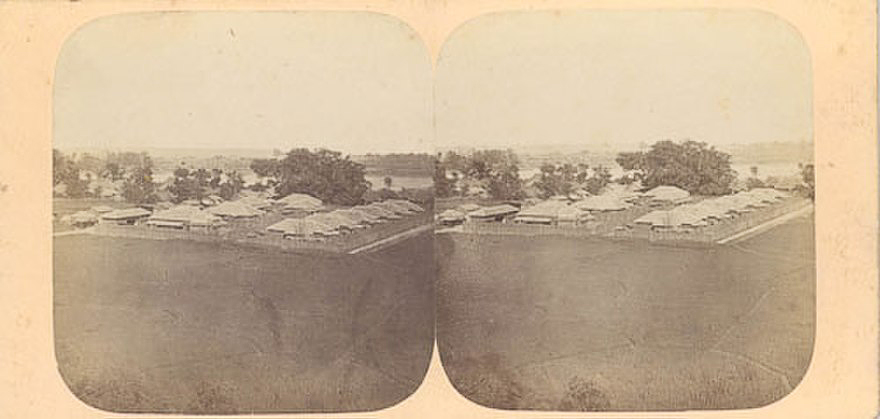
نمایی از یوکوهاما، ۱۸۵۹. استریو گرافی ، چاپ نقره‌ای آلبومین.
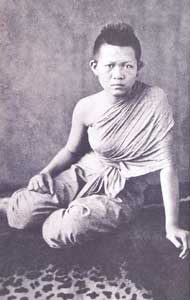
پرتره زن سیامی، ج. ۱۸۶۱. چاپ نقره‌ای آلبومین.